# Axel Lendorf
Axel Lendorf, född 18 februari 1871, död 14 oktober 1964, var en dansk kirurg.
Lendorf blev medicine doktor 1900, var chef för Rigshospitalets kirurgiska poliklinik 1910-26 och överkirurg 1926. 1914 blev han extraordinarie professor vid Köpenhamns universitet och 1920 ordinarie. Lendorf utgav skrifter om kirurgisk behandling av njursjukdomar, om frakturer och frakturbehandling, blås- och prostatasjukdomar med mera.